# Coemansia breviramosa
Coemansia breviramosa är en svampart som beskrevs av Linder 1943. Coemansia breviramosa ingår i släktet Coemansia och familjen Kickxellaceae.   Inga underarter finns listade i Catalogue of Life.